# 쿠즈네츠 파동
쿠즈네츠 파동(Kuznets 波動)은 약 20년을 주기로 하는 경제성장률의 순환이다. 사이먼 쿠즈네츠(1901년 ~ 1985년, 미국의 경제, 통계학자)가 미국의 국민 소득 통계조사에서 발견한 것에서 그 이름이 붙여졌다. 경기 순환 파동으로 대표적인 것으로는 단기 파동, 중기 파동, 장기 파동의 3가지가 있으며, 각각 발견자의 이름을 따서 키친 파동, 주글라 파동, 콘드라티예프 파동이라고 불리고 있다. 또한, 한센(1887년 ~ 1975년, 미국 케인스 학파의 총수)의 건축 순환이나 쿠즈네츠의 파동도 이에 포함할 수 있다.

## 개요
경제변동의 종류로서는 콘드라티예프 파동(장기파동 평균 50∼63년), 주글라 파동(중기파동 평균 약 10년)과 키친 파동(단기파동 평균 약 3년반) 등이 지배적인 형태로 되어 있고 그 외에 핸슨(A. H. Hansen 1887∼1975)은 17년을 주기로 하는 건축순환(建築循環)을 주장하였다. 미국 경제학자인 쿠즈네츠는 실질국민소득의 5년간 평균치를 열거하여 그들 사이에 계산된 10년간의 성장률에서 약 20년을 주기로 하는 성장순환을 발견하였다.('전후의 경기변동') 미국의 흑인 경제학자인 아서 루이스(A. Lwies)가 이것을 '쿠즈네츠 사이클'이라 불렀다. 이는 콘드라티예프의 장기파동에까지는 미치지 않으나, 쥬글라의 10년 주기 파동의 2배가 된다. 그 특징은 물가지수나 이자율에서 얻는 것이 아니고 실질국민소득의 성장률 순환이기 때문에 경제성장에 관한 기복과 소장(消長)을 잘 알 수 있는 것이다. 최근에 경제성장론의 발전을 생각하면 이와 같은 성장률순환의 실증적 분석은 큰 의의를 갖는다. 이 쿠즈네츠 파동에 관한 원인 분석이 현재에도 행하여지고 있는데 그 하나는 유럽의 인구와 자본이동에서 구하고 있다. 즉 그러한 인구 및 자본이동이 쿠즈네츠의 파동에 유사한 주기를 가지고 있기 때문인 것이다.